# Waqt: The Race Against Time
Waqt: The Race Against Time (tłumaczenie: „Czas- wyścig z czasem” hindi वक़्त, urdu وقت, inny tytuł „Waqt”, niemiecki „Tief im Herzen”, angielski „The Race Against Time”) to bollywoodzki dramat z 2005 roku w reżyserii Vipula Amrutlala Shaha, twórcę filmów Oczy i Namastey London. 
Tematem filmu są relacje między ojcem i synem, nadmierna miłość, która odebrała synowi samodzielność i próba naprawienia błędu, zmuszenie syna do przyjęcia odpowiedzialności za swoją rodzinę. W centrum filmu są problemy rodzinne, wychowanie, odchodzenie dorosłych dzieci z domu, choroba, narodziny, śmierć. Podstawową wartością głoszoną przez film jest wartość rodziny, miłość do rodziców, do dzieci, odpowiedzialność i troska o siebie, a także trwałość tradycji.

## Fabuła
Ishwarchand Thakur (Amitabh Bachchan) zdobył majątek produkując zabawki. Uszczęśliwia nimi dzieci. Dramatem jego staje się jednak ukochany syn, Aditya (Akshay Kumar). Ishwarchand wychował go w wielkiej miłości, spełniając każde jego życzenie, czyniąc jego życie jedną wielką zabawą. Teraz z przerażeniem patrzy na swojego dorosłego syna, który nie chce pracować, żyje beztrosko nie licząc się z ludźmi, bez planów na przyszłość, przekonany, że zawsze potrafi udobruchać swego ojca, że ten rozwiąże każdy jego problem. Uroczy, rozrzutny, buduje swoje poczucie wartości na urodzie i pieniądzach ojca. Sumitra, matka Adityi próbuje uzmysłowić mężowi jego słabość wobec syna, która stała się słabością syna. Wciąż zabiega o postawienie synowi granic, wymagań, które pomogą mu przyjąć za siebie odpowiedzialność. Wkrótce okazuje się, że Aditya musi przejąć odpowiedzialność nie tylko za siebie, ale i za poślubioną w tajemnicy przed rodzicami Pooję (Priyanka Chopra). Przymuszony okolicznościami i skrywaną przed synem gorzką tajemnicą ojciec Adityi wreszcie dojrzewa do tego, aby przeciwstawić się wiecznym obietnicom syna, aby zmusić syna do konfrontacji z rzeczywistością, do przejęcia odpowiedzialności za założoną rodzinę. Każe mu opuścić dom i zacząć zarabiać samodzielnie na siebie i brzemienną żonę.

## Obsada
- Amitabh Bachchan – Ishwarchand Thakur, ojciec Adityi
- Akshay Kumar – Aditya Thakur
- Priyanka Chopra – Pooja
- Shefali Shetty – Sumitra Thakur, matka Adityi – nominacja do Nagrody Filmfare dla Najlepszej Aktorki Drugoplanowej
- Boman Irani – Natu, ojciec Pooji
- Rajpal Yadav – Laxman – nominacja do Nagrody Filmfare dla Najlepszego Aktora Komediowego

## Muzyka i piosenki
Muzykę do filmu skomponował Anu Malik. Autorem tekstów piosenek jest Sameer.
- Aapne Jahan Ke, Hum Baadshah Hain – Sonu Nigam, Sudesh Bhosle i Adnan Sami
- Do Me A Favour, Let's Play Holi! – Anu Malik i Sunidhi Chauhan
- Subah Hogi – Alka Yagnik i Udit Narayan
- Chhup Jaa – Sonu Nigam i Sunidhi Chauhan
- Miraksam – Sonu Nigam i Anu Malik
- Toot Gaya – Kailash Kher
- Tandav Music – Instrumentalny utwór

## Motywy filmowe
- Więź syna z ojcem Amitabh Bachchan przedstawia poruszająco m.in. w Czasem słońce, czasem deszcz (z Shah Rukh Khanem) i Nigdy nie mów żegnaj (z własnym synem Abhishek Bachchanem). W obu filmach i w omawianym Waqt jest scena tańca ojca z synem.
- Syn i ojciec nazywają żartobliwie Sumitrę, matkę Adityi „Mother India”. Wiele filmów (np. Nigdy nie mów żegnaj) nawiązuje w dialogu do legendarnego w Indiach filmu z roku 1957 Mother India.
- Taniec jest w filmach indyjskich elementem jednoczącym rodzinę, cementującym małżeństwo. Amitabh Bachchan często występuje w takiej roli. Pokazuje w filmach małżeństwo pełne zaufania, wspierające się w bólu i dzielące radość także w tańcu – m.in. w Czasem słońce, czasem deszcz, Ogrodnik, Baabul, Veer-Zaara i Waqt.
- Amitabh Bachchan umiera też osierocając syna w Nigdy nie mów żegnaj.
- Ukrywanie przed bliskimi faktu zbliżającej się śmierci występuje też w Gdyby jutra nie było (z Shah Rukh Khanem). Tam podobnie jak w Waqt bohater ze względu na czekająca go śmierć próbuje pomóc ułożyć życie ukochanej osobie.
- Scena, w której bohater grany przez Amitabh Bachchana, występuje otoczony rozradowanymi sierotami występuje też w filmie Kyun...! Ho Gaya Na.
- W bollywoodzkich filmach często pokazywane są sceny z indyjskich świąt Diwali, Karwa Ćaut i innych. W tym filmie przedstawiono Holi, święto radości i wiosny obchodzone w pełnię księżyca, podczas którego ludzie tańcząc obrzucają się kolorowymi proszkami i oblewają wodą. Inne filmy, w których przedstawiono to święto to m.in. Deewana, Darr, Mohabbatein, Sholay, Aa Ab Laut Chalen, Rebeliant czy Ogrodnik.
- Motyw tęsknoty ojca za synem, tu z melancholia wpatrzonego w film, na którym bawią się razem w wodzie, a w Czasem słońce, czasem deszcz w zdjęcie latami niewidzianego syna. W obu filmach ojciec kazał synowi opuścić dom wzbudzając w nim gniew podszyty żalem.
- Scena, w której człowiek biegnie z szybkością zwierzęcia pojawia się też w Koyla (z Shah Rukh Khanem).
- Wzajemne karmienie się w małżeństwie jako znak troskliwej miłości występuje w wielu scenach Bollywoodu – m.in. w Żona dla zuchwałych i w omawianym filmie.
- Umierający bohater odwołuje się do zgodnej z hinduizmem wiary w reinkarnację. Płaczącym bliskim nadając imię nowo narodzonemu wnukowi obiecuje wrócić jako wnuczka, która się kiedyś narodzi. Motyw reinkarnacji pojawia się też m.in. w Karan Arjun, Hamesha czy Om Shanti Om.
- Bohaterowie modlą się na większości filmów indyjskich. Przed rozmową o pracę modli się bohater Duplicate, przed pierwszą swoją sprawą sądową bohaterka Aitraaz, modlą się obok siebie młodzi (w Chahaat i Żona dla zuchwałych), ojciec z córką w Mujhse Dosti Karoge! i Na Tum Jaano Na Hum. Modli się cała wioska w Lagaan o deszcz i o wygraną z Anglikami. Całe swoje życie dziękując za pomoc oddaje Bogu chłopiec z English Babu Desi Mem. Bohaterka Guddu siłą modlitwy uzyskuje od Boga przedłużenie życia dla śmiertelnie chorego syna. Podobnie w omawianym filmie rodzice modlą się o syna, a on sam na wieść o śmiertelnej chorobie ojca całe audytorium w teatrze prosi o wspólną modlitwę, która przedłuży jego ojcu życie na tyle, by mógł ujrzeć narodziny wnuka. Modlitwy w bollywoodzkich filmach są nie tylko obrazem zawierzenia życia Bogu, ale i wiary w ich skuteczność. Pomagają Bogu interweniować w życie bohaterów jak np. modlitwa dziewczynki w Coś się dzieje, czy niemej bohaterki granej przez Kareena Kapoor w Chup Chup Ke.

## Ciekawostki
- Odgrywająca rolę matki Adityi Shefali Shah, znana przedtem jako Shefali Shetty wyszła powtórnie za mąż za reżysera tego filmu Vipul Amrutlal Shaha. Aktorka otrzymała za swoją grę w tym filmie nominację do Nagrody Filmfare dla Najlepszej Aktorki Drugoplanowej (nagrodzona była natomiast za role w filmach Satya i Gandhi, My Father).
- To drugi film reżysera Vipul Amrutlal Shah. Podczas produkcji pierwszego Ankhen także z Amitabh Bachchanem i Akshay Kumarem przedstawił on im projekt filmu o relacji ojca i syna, którą zagrali w omawianym filmie. Oboje zagrali też ojca i syna we wspomnianym Oczy i w Więzy miłości.
- W 2005 roku film ten przyniósł w Indiach drugi w kolejności (po Black też z Amitabh Bachchanem) największy zysk.
- Film był kręcony w Indiach – w Dźodhpur (w Radżastanie), w Mumbaju i w Leh (w Ladakh – Dżammu i Kaszmir, a także w Afryce Południowej.
- Priyanka Chopra grała z Akshay Kumarem w parze w Aitraaz, Andaaz i Mujhse Shaadi Karogi.
- Role ojca Pooji, która gra Boman Irani pierwotnie miał grać Paresh Rawal.
- Na reklamie filmu umieszczono własnoręcznie przez Amitabh Bachchana opisaną historię relacji ojca i syna przedstawioną w filmie.
- 7-minutowa scena piosenki tańczonej w związku ze świętem Holi („Do me a favor – let's play Holi”) była kręcona przez 7 dni. Priyanka Chopra była podczas niej porażona prądem i spędziła noc w szpitalu[1].
- Grający syna Akshay Kumar był tak poruszony przedstawioną w filmie relacją z ojcem, że uzyskał zgodę na dedykowanie tego filmu swojemu ojcu Om Hari Bhatia. Na początku filmu pojawiają się słowa podpisane jego prawdziwym nazwiskiem: „My Father... My Hero... dedicated to my Father who taught me how to fly – Rajiv Bhatia” („Mojemu ojcu... mojemu bohaterowi – dedykowane mojemu ojcu, który pokazał mi, jak latać”)